# Melbourne Rebels
Pour les articles homonymes, voir Rebels.
Ne doit pas être confondu avec Melbourne Rebels (féminines).
Maillots
Les  Melbourne Rebels  sont une franchise professionnelle australienne de rugby à XV, située à Melbourne dans l'État de Victoria. Fondée en 2006, elle évolue dans l'Australian Rugby Championship lors de sa seule saison (2007) et participe au Super Rugby de 2010 jusqu'à 2024, année de sa disparition.
Pour leur premier match de Super 14, les Rebels perdent à domicile 0-43 face aux Waratahs.

## Historique

### Formation

Ancien logo de la franchise australienne

Les Rebels sont un cas à part dans le rugby à XV australien car ce sport n’est guère populaire à Melbourne, où la scène sportive est historiquement dominée par le rugby à XIII et le football australien. Néanmoins, désireux depuis plusieurs années d’étendre leur influence, les dirigeants du rugby à XV australien décident d’implanter une équipe dans ce territoire hostile. En 2006, lorsque le Super 12 était passé à 14 équipes, la fédération du Victoria (Victorian Rugby Union, VRU) avait proposé sa candidature, mais c’était l’Australie occidentale qui s’était vu attribuer la nouvelle franchise, la Western Force, basée à Perth. Melbourne se porte alors candidate en 2006 à l'octroi d'une franchise pour l'Australian Rugby Championship (ARC), compétition qui devait servir de réservoir aux équipes du Super 14. L’ARC offrait enfin la possibilité d’avoir du rugby à XV de haut niveau à Melbourne.
Plusieurs obstacles se dressaient. Tout d’abord, il fallut convaincre les dirigeants de la fédération de Nouvelle-Galles-du-Sud, bastion historique du rugby à XV, d’abandonner une des quatre équipes qui leur avait été originellement attribuées
Ensuite, outre l’implantation superficielle du XV à Melbourne, les Rebels, contrairement aux sept autres équipes de l'ARC, n'étaient pas directement affiliés à une des quatre franchises australiennes du super 14, et ne pouvaient donc recevoir leur soutien. Il a donc été décidé que celles-ci prêteraient 8 de leurs joueurs au nouveau club (3 en provenance des ACT Brumbies et de la Western Force, 1 des New South Wales Waratahs et des Queensland Reds). Les autres joueurs ont été sélectionnés après des tests.
L'ARU n'ayant duré qu'une seule saison en raison de résultats financiers faibles, la franchise est mise en sommeil.

### Désignation de la quinzième franchise du Super 15
L'expansion prévue du Super 14 redonne espoir aux investisseurs des Rebels qui se portent candidats à l'attribution de la quinzième franchise du championnat de l'hémisphère sud en 2009. Mise en concurrence avec cinq autres dossiers australiens, deux néo-zélandais et un sud-africain, les Rebels sont finalement désignés le 12 novembre 2009 par un panel de deux arbitres indépendants, après que la SANZAR eut échoué à choisir entre les deux derniers candidats (les Rebels et les Southern Kings sud-africains).

### Dernière saison en Super Rugby en 2024
Fin janvier 2024, il est annoncé que les Melbourne Rebels sont placés sous administration à cause d'une dette de plus de 5 millions d'euros. De ce fait, la fédération australienne annonce injecter 500000 dollars australien pour assurer les salaires des joueurs, joueuses et de l'encadrement de la franchise pour cette saison mais celle-ci n'est pas assurée de disputer d'autres saisons après 2024,.
Au mois de mai suivant, les Melbourne Rebels sont finalement exclus du Super Rugby dès l'issue de la saison en cours.
Malgré cette situation, les Melbourne Rebels parviennent à se qualifier pour la première fois de leur histoire en phase finale du Super Rugby en terminant à la huitième et dernière place qualificative,. En quart de finale, ils affrontent les leaders du classement, les Hurricanes, mais sont défaits assez largement 47 à 20 pour le dernier match de leur histoire. 

## Nom et couleurs
La VRU proposé le nom de « Rebels » en référence au tout premier joueur du Victoria sélectionné chez les Wallabies, Sir Edward "Weary" Dunlop, chirurgien de Melbourne, lieutenant-colonel dans l’armée britannique, héros de la Seconde Guerre mondiale, fait prisonnier par les Japonais et célèbre pour ses actes de bravoure.
Les couleurs et le logo de l’équipe ont été révélés le 29 mars 2007,. Le maillot choisi pour évoluer en ARC est blanc cerclé de bleu marine. Pour le Super 15, les Rebels évoluent en tenue entièrement bleu marine avec des touches de rouge.

## Stade
Les Rebels devaient jouer deux saisons au Olympic Park Stadium, qui est le stade du Melbourne Storm, club professionnel de rugby à XIII avant de déménager pour le Melbourne Rectangular Stadium, inauguré en 2010.

## Palmarès
- Finaliste du Australian Rugby Championship : 2007

## Parcours dans le Super Rugby
| Saison                        | Place | MJ | V | N | D  | PM  | PE  | Diff | PB | Pts | Commentaires                                                |
| ----------------------------- | ----- | -- | - | - | -- | --- | --- | ---- | -- | --- | ----------------------------------------------------------- |
| 2011                          | 15e   | 16 | 3 | 0 | 13 | 281 | 570 | -289 | 4  | 24  | 5e de la conférence australienne                            |
| 2012                          | 13e   | 16 | 4 | 0 | 12 | 362 | 520 | -158 | 3  | 31  | 4e de la conférence australienne                            |
| 2013                          | 12e   | 16 | 5 | 0 | 11 | 382 | 515 | -133 | 9  | 37  |                                                             |
| 2014                          | 15e   | 16 | 4 | 0 | 12 | 303 | 460 | -157 | 5  | 21  |                                                             |
| 2015                          | 10e   | 16 | 7 | 0 | 9  | 319 | 354 | -35  | 8  | 36  |                                                             |
| 2016                          | 12e   | 15 | 7 | 0 | 8  | 365 | 486 | -121 | 3  | 31  |                                                             |
| 2017                          | 18e   | 15 | 1 | 1 | 13 | 236 | 569 | -333 | 3  | 9   |                                                             |
| 2018                          | 9e    | 16 | 7 | 0 | 9  | 440 | 461 | -21  | 8  | 36  |                                                             |
| 2019                          | 11e   | 16 | 7 | 0 | 9  | 393 | 465 | -72  | 6  | 34  |                                                             |
| 2020                          | 9e    | 6  | 3 | 0 | 3  | 166 | 160 | +6   | 1  | 13  | Saison suspendue puis annulée dû à la pandémie de Covid-19  |
| Super Rugby AU 2020           | 3e    | 8  | 4 | 1 | 3  | 194 | 178 | +16  | 1  | 19  | Défaite en finale de qualification face aux Queensland Reds |
| Super Rugby AU 2021           | 4e    | 8  | 3 | 0 | 5  | 178 | 182 | -4   | 4  | 16  |                                                             |
| Super Rugby Trans-Tasman 2021 | 9e    | 5  | 0 | 0 | 5  | 95  | 215 | -120 | 0  | 0   |                                                             |
| 2022                          | 10e   | 14 | 4 | 0 | 10 | 320 | 469 | -149 | 4  | 20  |                                                             |
| 2023                          | 11e   | 14 | 4 | 0 | 10 | 406 | 484 | -78  | 5  | 21  |                                                             |
| 2024                          | 8e    | 14 | 5 | 0 | 9  | 341 | 488 | -147 | 6  | 26  | Défaite en quart de finale face aux Hurricanes              |

## Dernier staff en 2024
- Kevin Foote (en) - Entraîneur principal
- Tim Sampson - Entraîneur des arrières
- Geoff Parling - Entraîneur des avants
- Kieran Hallett - Spécialiste technique individuelle

## Effectif

### Dernier effectif en Super Rugby en 2024
Le 8 novembre 2023, les Melbourne Rebels annoncent leur effectif pour la saison 2024 de Super Rugby.
| Nom                  | Poste            | Date de naissance        | Nationalité sportive | Sélections (PM) | Club local             | Club précédent     | Année d'arrivée au club |
| -------------------- | ---------------- | ------------------------ | -------------------- | --------------- | ---------------------- | ------------------ | ----------------------- |
| Ethan Dobbins        | Talonneur        | 3 mai 2000               | Australie            | -               | Wests Rugby            | Débuts au club     | 2024                    |
| Alex Mafi            | Talonneur        | 7 novembre 1996          | Australie            | -               | -                      | Reds               | 2023                    |
| Jordan Uelese        | Talonneur        | 14 janvier 1997          | Australie            | 18 (10)         | Melbourne University   | Débuts au club     | 2017                    |
| Isaac Aedo Kailea    | Pilier           | 13 juillet 2000 (24 ans) | Australie            | 7 (5)           | Melbourne Harlequins   | Débuts au club     | 2021                    |
| Cabous Eloff         | Pilier           | 30 juillet 1998          | Afrique du Sud       | -               | -                      | Débuts au club     | 2020                    |
| Pone Fa'amausili     | Pilier           | 26 février 1997          | Australie            | 6 (0)           | Moorabbin              | Débuts au club     | 2018                    |
| Matt Gibbon          | Pilier           | 3 juin 1995              | Australie            | 7 (0)           | -                      | Débuts au club     | 2019                    |
| Sam Talakai          | Pilier           | 4 septembre 1991         | Australie            | 1 (0)           | Cerberus               | Tokyo Sungoliath   | 2018                    |
| Taniela Tupou        | Pilier           | 10 mai 1996              | Australie            | 59 (35)         | Queensland Country     | Queensland Reds    | 2024                    |
| Luke Callan          | Deuxième ligne   | ?                        | Australie            | -               | Wanneroo Rugby Club    | Débuts au club     | 2024                    |
| Josh Canham          | Deuxième ligne   | 1er février 2001         | Australie            | 1 (0)           | Melbourne Harlequins   | Débuts au club     | 2022                    |
| Lukhan Salakaia-Loto | Deuxième ligne   | 19 septembre 1996        | Australie            | 40 (10)         | -                      | Northampton Saints | 2024                    |
| Angelo Smith         | Deuxième ligne   | 27 juillet 2000          | Fidji                | -               | Shepparton             | Débuts au club     | 2023                    |
| Tuaina Taii Tualima  | Deuxième ligne   | 1er juin 1997            | Australie            | -               | -                      | Queensland Reds    | 2023                    |
| Vaiolini Ekuasi      | Troisième ligne  | 11 octobre 2001          | Nouvelle-Zélande     | -               | Footscray              | Blues              | 2023                    |
| Zac Hough            | Troisième ligne  | ?                        | Australie            | -               | Brisbane Boys' College | Débuts au club     | -                       |
| Josh Kemeny          | Troisième ligne  | 29 novembre 1998         | Australie            | 2 (0)           | Eltham                 | Débuts au club     | 2020                    |
| Rob Leota            | Troisième ligne  | 3 mars 1997              | Australie            | 21 (10)         | Melbourne University   | Débuts au club     | 2016                    |
| Daniel Maiava        | Troisième ligne  | 26 mai 2003              | Australie            | -               | Wyndham                | Débuts au club     | 2022                    |
| Maciu Nabolakasi     | Troisième ligne  | ?                        | Fidji                | -               | Footscray Rugby Club   | Débuts au club     | 2024                    |
| Brad Wilkin          | Troisième ligne  | 8 décembre 1995          | Australie            | -               | Racing                 | Waratahs           | 2019                    |
| Ryan Louwrens        | Demi de mêlée    | 12 mars 1991             | Afrique du Sud       | -               | Melbourne University   | Austin Gilgronis   | 2022                    |
| Jack Maunder         | Demi de mêlée    | 5 avril 1997             | Angleterre           | 1 (0)           | -                      | Exeter Chiefs      | 2024                    |
| James Tuttle         | Demi de mêlée    | 13 mai 1996              | Australie            | -               | GPS Rugby              | Queensland Reds    | 2019                    |
| Carter Gordon        | Demi d'ouverture | 29 janvier 2001          | Australie            | 8 (18)          | Melbourne Unicorns     | Queensland Reds    | 2021                    |
| Mason Gordon         | Demi d'ouverture | 9 mars 2003              | Australie            | -               | Brisbane Boys' College | Débuts au club     | 2023                    |
| Jake Strachan        | Demi d'ouverture | 25 décembre 1996         | Australie            | -               | -                      | Western Force      | 2024                    |
| Filipo Daugunu       | Centre           | 4 mars 1995              | Australie            | 7 (10)          | -                      | Queensland Reds    | 2024                    |
| David Feliuai        | Centre           | 16 mai 1997              | Samoa                | -               | -                      | CSM Baia Mare      | 2023                    |
| Nick Jooste          | Centre           | 7 juillet 1997           | Australie            | -               | -                      | Western Force      | 2022                    |
| Lebron Naea          | Centre           | 19 décembre 2003         | Australie            | -               | Endeavour Hills        | Débuts au club     | -                       |
| Divad Palu           | Centre           | 17 janvier 2004          | Australie            | -               | -                      | Débuts au club     | -                       |
| Lukas Ripley         | Centre           | 15 avril 2002            | Australie            | -               | Geelong                | Débuts au club     | 2022                    |
| David Vaihu          | Centre           | 4 avril 2003             | Australie            | -               | -                      | Débuts au club     | 2024                    |
| Lachie Anderson      | Ailier           | 27 août 1997             | Australie            | -               | Kiwi Hawthorn          | Australie à sept   | 2020                    |
| Darby Lancaster      | Ailier           | 23 avril 2003            | Australie            | -               | -                      | Australie à sept   | 2024                    |
| Joe Pincus           | Ailier           | 24 juillet 1996          | Australie            | -               | Melbourne University   | Australie à sept   | 2022                    |
| Glen Vaihu           | Ailier           | 8 octobre 2001           | Australie            | -               | -                      | Débuts au club     | 2021                    |
| Andrew Kellaway      | Arrière          | 26 juillet 1995          | Australie            | 40 (65)         | Monash                 | NEC Green Rockets  | 2021                    |

## Joueurs célèbres
En 2019, le site de la fédération australienne dévoile une équipe composée des joueurs les plus emblématique à chaque poste, de la création de l'équipe à cette date.
1 : Toby Smith - 2 : Anaru Rangi - 3 : Laurie Weeks

4 : Matt Philip - 5 : Luke Jones

6 : Colby Fainga'a - 8 : Amanaki Mafi - 7 : Sean McMahon

9 : Nic Stirzaker - 10 : Jack Debreczeni

11 : Sefanaia Naivalu - 12 : Mitch Inman - 13 : Tom English - 14 : Marika Koroibete

15 : Reece Hodge